# Anderson Peters
Anderson Peters MBE (21 de outubro de 1997) é um atleta granadino, bicampeão mundial e campeão pan-americano do lançamento de dardo. Por serviços prestados ao esporte foi nomeado pela rainha Elizabeth II como Membro da Ordem do Império Britânico (MBE) em 2022.
Em Paris 2024 conquistou sua primeira medalha olímpica, uma medalha de bronze, com um lançamento de 88,54 m.